# Józef Stachowiak
Józef Stachowiak (ur. 7 stycznia 1951) – polski bokser, dwukrotny mistrz Polski.
Boksował w wadze półśredniej (do 67 kg). Wystąpił w niej na mistrzostwach Europy w 1973 w Belgradzie, gdzie po wygraniu jednej walki przegrał w ćwierćfinale z Manfredem Weidnerem z NRD, który później zdobył srebrny medal.
Dwukrotnie był mistrzem Polski w wadze półśredniej w 1973 i 1976, a także brązowym medalistą w wadze lekkośredniej (do 71 kg) w 1972 i w wadze półśredniej w 1977.
W latach 1973–1976 trzykrotnie wystąpił w reprezentacji Polski, raz wygrywając i dwa razy przegrywając.